# Cryptochetum oocerum
Cryptochetum oocerum är en tvåvingeart som beskrevs av Thorpe 1941. Cryptochetum oocerum ingår i släktet Cryptochetum och familjen Cryptochetidae. Inga underarter finns listade i Catalogue of Life.